# Sporting Club Trestina
Lo Sporting Club Trestina A.S.D., meglio noto come Trestina, è una società calcistica italiana che rappresenta la frazione di Trestina, nel comune di Città di Castello.
Nata nel 1950 come U.S. Sporting Club e affiliata alla FIGC dal 1956 come Sporting Club Città di Castello, dal 1966 lega il proprio nome a Trestina.
Ha collezionato tredici partecipazioni al campionato di Serie D, categoria in cui militerà anche nella stagione 2025-2026. Non ha invece mai raggiunto le divisioni professionistiche.

## Storia
Il 28 agosto 1950 a Città di Castello un gruppo di soci presieduto da Alberto Malvestiti si unì per fondare una nuova società calcistica denominata Unione Sportiva Sporting Club, che si affiliò al Centro Sportivo Italiano, finalizzando pertanto la pratica sportiva all'ambito meramente amatoriale e poco competitivo. Come prime tinte sociali si scelsero il bianco e il celeste.
Poiché il nuovo club non aveva un proprio campo interno, le partite si giocavano in varie località della Valtiberina.
Nel 1956 si decise di procedere all'affiliazione alla FIGC, per la quale la ragione sociale divenne Sporting Club Città di Castello e si passò ai colori sociali bianconeri, inizialmente declinati con un template fasciato, che valse ai giocatori il soprannome di "pinguini"; in un secondo momento subentrarono le più "canoniche" strisce verticali.
Dieci anni dopo la sede fu trasferita a Trestina e il nome del club fu adeguato di conseguenza. Il cambio di località, fortemente voluto dal patròn Malvestiti, era finalizzato a mettere a disposizione della squadra un campo interno a suo esclusivo beneficio, il neo-costruito stadio San Donato.
Il Trestina giocò lungamente tra Prima, Seconda e Terza Categoria; nel 1999-2000 si ottenne il primo accesso alla Promozione, dopodiché nella stagione 2003-2004 arrivò l'Eccellenza. I bianconeri seppero stabilizzarcisi e nel 2010-2011 vinsero i play-off, centrando la promozione in Serie D.
Dopo quattro stagioni, nel 2014-2015 il Trestina incappò in una stagione negativa e subì la retrocessione in Eccellenza, ma già l'anno dopo seppe vincere il campionato e far ritorno nella massima serie dilettantistica, in cui poi si è stabilizzato: il biennio 2021-2022 è coinciso con la decima annata di militanza in tale lega.

## Colori e simboli

### Colori
Dal 1956 il club adotta come colori sociali il bianco e il nero, dopo aver giocato i sei anni precedenti in casacche bianco-celesti.

### Simboli ufficiali
Lo stemma del Trestina è uno scudetto palato di bianco e nero, col bordo giallo e una fascia bianca a mezza altezza recante la ragione sociale a caratteri neri.

## Strutture

### Stadio
Sede delle gare interne dei bianconeri è lo stadio comunale Lorenzo Casini di Trestina, costruito negli anni 1960 come stadio San Donato (in riferimento al patrono della frazione), capace di circa 800 posti e dotato di due campi accessori d'allenamento.
Alcune gare interne sono altresì giocate allo stadio Corrado Bernicchi di Città di Castello.

## Società

### Organigramma societario
Organigramma in carica al 12 luglio 2022
- Leonardo Bambini - presidente
- Giovan Battista Antonelli - vicepresidente
- Valerio Galizi - vicepresidente
- Giovanni Biagini - segretario
- Angelo Monaldi - direttore generale
- Sante Podrini - direttore sportivo

### Settore giovanile
Le giovanili bianconere contano al 2022 circa 250 tesserati, suddivisi tra 4 squadre agonistiche (dall'under-17 all'under-14) e 14 selezioni di scuola calcio (dall'under-13 all'under-7).

## Allenatori e presidenti
Di seguito la cronologia di allenatori e presidenti del Trestina
| Allenatori - 1950-2000 ... - 2000-2003 Lucio Bernardini - 2003-2007 ... - 2007-2009 Paolo Valori - 2009-2013 Enrico Cerbella - 2013-2015 Paolo Valori - 2016-2017 Riccardo Zampagna - 2017-2018 Marco Brachi Silvano Fiorucci - 2018-2020 Enrico Cerbella - 2020-2021 Marco Bonura - 2021-2022 Luca Pierotti - 2022- Simone Marmorini | Presidenti - 1950-? Alberto Malvestiti - ?-1999 ... - 1999-2003 Elfo Morbidelli - 2003- Leonardo Bambini |

## Calciatori

### Capitani
- ... (1950-2018)
- Stefano Gramaccia (2018-)

## Palmarès

### Competizioni regionali
- Eccellenza: 1

2015-2016
- Promozione: 1

2003-2004 (girone A)

## Statistiche e record

### Partecipazione ai campionati
Campionati su base nazionale e interregionale
| Livello | Categoria | Partecipazioni | Debutto   | Ultima stagione | Totale |
| ------- | --------- | -------------- | --------- | --------------- | ------ |
| 4º      | Serie D   | 11             | 2014-2015 | 2025-2026       | 11     |
| 5º      | Serie D   | 3              | 2011-2012 | 2013-2014       | 3      |

Campionati su base regionale
| Livello | Categoria  | Partecipazioni | Debutto   | Ultima stagione | Totale |
| ------- | ---------- | -------------- | --------- | --------------- | ------ |
| 5º      | Eccellenza | 1              | 2015-2016 | 2015-2016       | 1      |
| 6º      | Eccellenza | 7              | 2004-2005 | 2010-2011       | 7      |
| 7º      | Promozione | 4              | 2000-2001 | 2003-2004       | 4      |

### Partecipazione alle coppe
| Competizione         | Partecipazioni | Debutto   | Ultima stagione | Totale |
| -------------------- | -------------- | --------- | --------------- | ------ |
| Coppa Italia Serie D | 14             | 2011-2012 | 2025-2026       | 14     |

## Tifoseria
Il seguito di tifo del Trestina è localizzato nel centro abitato di appartenenza; è segnalata l'esistenza di un gruppo ultras denominato Ulians.
La stampa attribuisce qualifica di derby alle partite contro il Tiferno/Città di Castello, squadra di riferimento del comune cui Trestina appartiene, a quelle contro il Cannara e talora anche contro altre squadre umbre.